# Chionaema phycomata
Chionaema phycomata là một loài bướm đêm thuộc phân họ Arctiinae, họ Erebidae.